# Nieuw-Zeelandse zwarte scholekster
De Nieuw-Zeelandse zwarte scholekster (Haematopus unicolor) is een vogel uit de familie van scholeksters (Haematopodidae).

## Verspreiding en leefgebied
Deze soort komt voor aan de kusten van Nieuw-Zeeland.

## Status
De grootte van de populatie wordt geschat op 4000 volwassen vogels. Op de Rode lijst van de IUCN heeft deze soort de status niet bedreigd.